# Détroit de Pénang

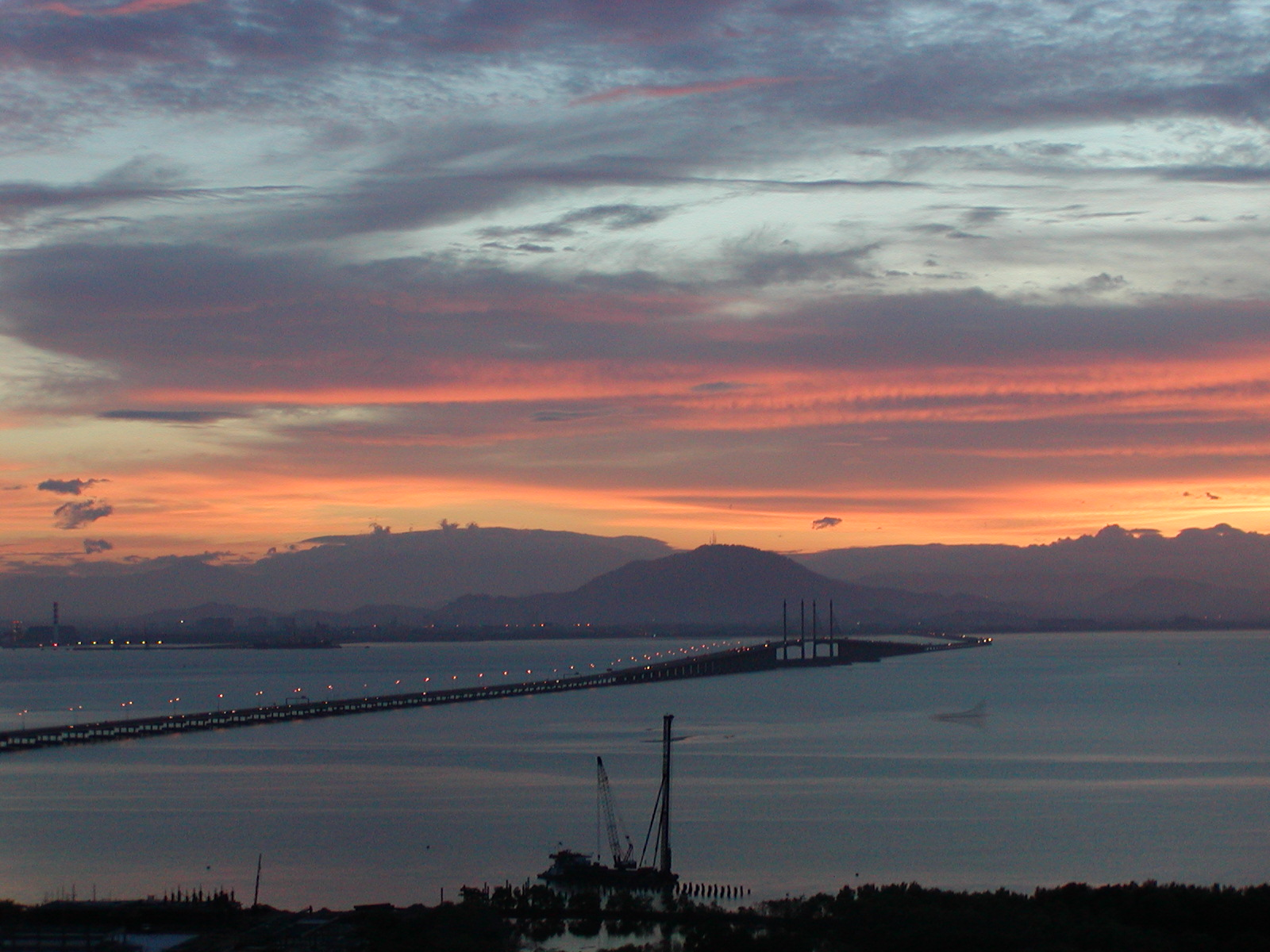
Le détroit et le pont de Penang en 2005.

Le détroit de Pénang sépare l'île de Penang de la péninsule Malaise. Il est quelquefois appelé détroit de Selatan.

## Description
Ce détroit ne mesure environ que 2 km de large sur son extrémité septentrionale et une quinzaine de kilomètres à son extrémité méridionale, pour environ 20 km de long.
Il est parsemé de quelques îles et îlots, dont la plus grande se nomme Jerejak. Celle-ci servait jadis à la mise en quarantaine des immigrants et des lépreux, désormais c'est un lieu très prisé des touristes.

## Ponts
Le détroit est traversé au sud par le pont de Penang et second pont de Penang, lequel est le plus long du pays et même de toute l'Asie du Sud-Est.